# Campeonato Mundial de Ginástica Artística de 2009 - Individual geral masculino
A competição masculina individual geral do Campeonato Mundial de Ginástica Artística de 2009 teve sua fase classificatória disputada no dia 13 de outubro e a final disputada no dia 15 de outubro.

## Medalhistas
| Ouro   | JPN Kohei Uchimura  |
| Prata  | GBR Daniel Keatings |
| Bronze | RUS Yury Ryazanov   |

## Resultados

### Qualificatória
Esses são os resultados da qualificatória.
| Pos. | Ginasta                    | Total  | Nota |
| ---- | -------------------------- | ------ | ---- |
| 1    | JPN Kohei Uchimura         | 90,925 | Q    |
| 2    | RUS Maxim Devyatovskiy     | 89,350 | Q    |
| 3    | USA Timothy McNeill        | 88,775 | Q    |
| 4    | GBR Daniel Keatings        | 88,400 | Q    |
| 5    | USA Jonathan Horton        | 88,000 | Q    |
| 6    | UKR Mykola Kuksenkov       | 87,750 | Q    |
| 7    | ISR Alexander Shatilov     | 87,425 | Q    |
| 8    | RUS Yury Ryazanov          | 86,950 | Q    |
| 9    | GBR Kristian Thomas        | 86,800 | Q    |
| 10   | JPN Kazuhito Tanaka        | 86,650 | Q    |
| 11   | NED Jeffrey Wammes         | 86,300 | Q    |
| 12   | PUR Luis Rivera            | 86,050 | Q    |
| 13   | ITA Enrico Pozzo           | 85,925 | Q    |
| 14   | POR Manuel Campos          | 85,600 | Q    |
| 15   | SUI Roman Gisi             | 85,475 | Q    |
| 16   | PUR Luis Vargas Velázquez  | 85,075 | Q    |
| 17   | COL Jorge Hugo Giraldo     | 85,000 | Q    |
| 18   | COL Didier Lugo Sichaca    | 84,975 | Q    |
| 19   | GER Marcel Hguyen          | 84,900 | Q    |
| 20   | FRA Benoît Caranobe        | 84,550 | Q    |
| 21   | ESP Sergio Muñoz           | 84,475 | Q    |
| 22   | SUI Nicolas Böschenstein   | 84,425 | Q    |
| 23   | ARG Federico Molinari      | 83,600 | Q    |
| 24   | BRA Sérgio Sasaki          | 83,125 | Q    |
| 25   | BLR Artsiom Bykau          | 83,125 | R    |
| 26   | KAZ Ildar Valeiev          | 83,000 | R    |
| 27   | NED Bart Deurloo           | 83,000 | R    |
| 28   | VEN Fernando Fuentes Petro | 82,850 | R    |
| 29   | POR Gustavo Simões         | 82,550 |      |
| ...  |                            |        |      |
| 52   | POR Luís Filipe de Araújo  | 77,500 |      |
| 89   | BRA Victor Rosa            | 42,950 |      |
| 109  | BRA Caio Américo Costa     | 37,675 |      |
| 147  | BRA Mosiah Rodrigues       | 26,975 |      |
| 197  | BRA Diego Hypólito         | 15,400 |      |
| 201  | BRA Arthur Zanetti         | 15,250 |      |

- Q - qualificado para a final
- R - reserva

### Final
Esses são os resultados da final.
| Pos. | Ginasta                   |        |        |        |        |        |        | Total  |
| ---- | ------------------------- | ------ | ------ | ------ | ------ | ------ | ------ | ------ |
|      | JPN Kohei Uchimura        | 15,625 | 14,900 | 15,225 | 16,050 | 14,725 | 14,975 | 91,500 |
|      | GBR Daniel Keatings       | 14,250 | 15,500 | 14,200 | 15,450 | 15,050 | 14,475 | 88,925 |
|      | RUS Yury Ryazanov         | 14,825 | 13,400 | 14,825 | 15,925 | 14,925 | 14,500 | 88,400 |
| 4    | JPN Kazuhito Tanaka       | 14,650 | 13,200 | 15,075 | 15,400 | 15,075 | 14,900 | 88,300 |
| 5    | RUS Maxim Devyatovskiy    | 15,000 | 13,425 | 15,075 | 14,875 | 14,550 | 14,550 | 87,475 |
| 6    | GBR Kristian Thomas       | 15,000 | 13,600 | 14,575 | 15,800 | 13,975 | 14,400 | 87,350 |
| 7    | USA Timothy McNeill       | 14,500 | 15,000 | 14,325 | 15,300 | 14,200 | 13,825 | 87,150 |
| 8    | FRA Benoît Caranobe       | 14,025 | 14,150 | 14,750 | 16,025 | 13,000 | 14,225 | 86,175 |
| 9    | UKR Mykola Kuksenkov      | 15,050 | 14,600 | 14,400 | 14,400 | 14,200 | 13,475 | 86,125 |
| 10   | ITA Enrico Pozzo          | 14,750 | 13,625 | 14,025 | 15,350 | 14,075 | 14,275 | 86,100 |
| 11   | ISR Alexander Shatilov    | 15,225 | 14,075 | 14,225 | 15,350 | 14,350 | 12,600 | 85,825 |
| 12   | GER Marcel Nguyen         | 15,075 | 13,425 | 14,525 | 15,325 | 13,200 | 14,225 | 85,775 |
| 13   | COL Jorge Hugo Giraldo    | 13,250 | 13,350 | 14,125 | 15,225 | 14,975 | 14,150 | 85,075 |
| 14   | SUI Roman Gisi            | 14,225 | 13,875 | 14.175 | 15,125 | 13,525 | 14,150 | 85,075 |
| 15   | POR Manuel Campos         | 14,875 | 12,850 | 14,075 | 14,550 | 14,550 | 14,000 | 84,900 |
| 16   | SUI Nicolas Böschenstein  | 14,425 | 11,775 | 14,250 | 15,600 | 14,625 | 14,100 | 84,775 |
| 17   | USA Jonathan Horton       | 13,775 | 11,100 | 14,900 | 15,750 | 15,125 | 13,650 | 84,300 |
| 18   | KAZ Ildar Valeiev         | 13,525 | 13,225 | 14,725 | 15,250 | 13,900 | 13,575 | 84,200 |
| 19   | BRA Sérgio Sasaki         | 13,925 | 13,800 | 14,000 | 15,275 | 13,500 | 13,650 | 84,150 |
| 20   | ESP Sergio Muñoz          | 14,675 | 11,750 | 14,625 | 15,975 | 13,100 | 14,025 | 84,150 |
| 21   | PUR Luis Rivera           | 13,500 | 14,075 | 14,800 | 15,325 | 13,425 | 12,925 | 84,050 |
| 22   | BLR Artsiom Bykau         | 13,525 | 13,125 | 14,200 | 15,225 | 13,425 | 13,450 | 82,950 |
| 23   | PUR Luis Vargas Velázquez | 14,000 | 10,900 | 13,350 | 15,100 | 14,725 | 14,125 | 82.200 |
| 24   | ARG Federico Molinari     | 14,050 | 13,225 | 14,300 | 14,175 | 12,575 | 13,475 | 81,800 |